# Dicraeopetalum
Genre
Dicraeopetalum est un genre de plantes à fleurs dicotylédones de la famille des Fabaceae, sous-famille des Faboideae, originaire d'Afrique orientale et de Madagascar, qui comprend trois espèces acceptées.

## Liste d'espèces
Selon The Plant List (7 novembre 2018) :
- Dicraeopetalum capuronianum (M.Peltier) Yakovlev
- Dicraeopetalum mahafaliense (M.Peltier) Yakovlev
- Dicraeopetalum stipulare Harms